# بارتولوميو غرين
بارتولوميو غرين (بالإنجليزية: Bartholomew Green)‏ هو صحفي أمريكي، ولد في 12 أكتوبر 1666 في كامبريدج في الولايات المتحدة، وتوفي في 28 ديسمبر 1732.

## وصلات خارجية
- بارتولوميو غرين على موقع الموسوعة البريطانية (الإنجليزية)